# 陳誠 (光緒進士)
陳誠（?—?），福建省福州府長樂縣人，清朝政治人物、同進士出身。
光緒二十年（1894年），参加光緒甲午科殿試，登進士三甲49名。同年五月，著交吏部掣签分发各省，以知县即用。